# Янка Господинова
Янка Стоянова Господинова е българска политичка и икономистка от ГЕРБ. От 2011 до 2014 г. е общинска съветничка в Общински съвет – Алфатар.

## Биография
Родена е на 4 юли 1977 г. в Русе, Народна република България. Завършва стопанско управление в Националния военен университет „Васил Левски“, по-късно защитава докторска степен с дисертационен труд на тема „Повишаване на приноса на малките общини към националната сигурност“.
Работи като управителка в Първа инвестиционна банка – офис Дулово.

## Политическа дейност
Янка Господинова става член на ГЕРБ, като е избрана за председателка на партията в община Алфатар. На местните избори през 2011 г. е избрана за общинска съветничка в Алфатар, където е председателка на Постоянната комисия по социалните дейности. През декември 2014 г. е назначена за заместник областен управител на област Силистра.